# Hans Heinrich von Wuthenau
Hans Heinrich von Wuthenau (* etwa 1588 in Cösitz (Anhalt); † etwa 1638 ebenda) war ein Mitglied der Fruchtbringenden Gesellschaft.

## Leben
Wuthenau war der Sohn des anhaltischen Rats Albrecht von Wuthenau und dessen Ehefrau Anna Maria von Lattdorf.
Die Matrikel der Universität Wittenberg verzeichnen Wuthenaus Immatrikulation am 27. März 1598 mit dem Zusatz Zu jung um zu schwören.
Nach dem Studium wurde Wuthenau 1609 Hofdiener bei Markgraf Ernst von Brandenburg.
1618 nahm ihn Fürst Ludwig I. von Anhalt-Köthen in die Fruchtbringende Gesellschaft auf. Der Fürst verlieh Wuthenau den Gesellschaftsnamen der Gerade und das Motto Winter und Sommer grün. Als Emblem wurde ihm ein langer starker gerader Fichtenbaum zugedacht. Im Köthener Gesellschaftsbuch findet sich Wuthenaus Eintrag unter der Nr. 14. Dort ist auch das Reimgesetz verzeichnet, welches Wuthenau anlässlich seiner Aufnahme verfasst hat:
Grünt ieder Jahres zeit und in die höhe steiget

Darzu ihn die Natur treibt aus des Himmels gnad’:

Jch heisse drumb Gerad’, das dieser baum uns zeiget

Das man aufrichtig sey, nichts ungleichs auf sich lad

Damit ein iederman uns wieder sey geneiget.
1626 hatte Wuthenau als ansbachischer Hofmarschall den Höhepunkt seiner Karriere erreicht. Als solcher durfte er in Vertretung des Fürsten Ludwig I. von Anhalt-Köthen neue Mitglieder in die Fruchtbringende Gesellschaft aufnehmen.
Im Alter von ungefähr 50 Jahren starb Hans Heinrich von Wuthenau auf Schloss Cösitz (Anhalt).
| Personendaten    | Personendaten                              |
| ---------------- | ------------------------------------------ |
| NAME             | Wuthenau, Hans Heinrich von                |
| KURZBESCHREIBUNG | Mitglied der Fruchtbringenden Gesellschaft |
| GEBURTSDATUM     | um 1588                                    |
| GEBURTSORT       | Cösitz (Anhalt)                            |
| STERBEDATUM      | um 1638                                    |
| STERBEORT        | Cösitz (Anhalt)                            |